# Kelly Marot
Pour les articles homonymes, voir Marot.
Kelly Marot, née le 21 août 1986, est une comédienne et chanteuse française, spécialisée dans le doublage.

## Biographie
C'est au début des années 1990, alors âgée de seulement quatre ans, que Kelly Marot commence le doublage. 
Ses interprétations sont diverses et variées, allant de personnages de League of Legends à Sophie Turner dans le rôle de Sansa Stark dans Game of Thrones, tout en étant la voix française régulière de Jennifer Lawrence depuis 2012 mais aussi Margaret Qualley, Florence Pugh et Kat Dennings. 
Dans l'animation, elle est connue pour être la deuxième voix de Nami dans One Piece, Setsuko dans Le Tombeau des lucioles, Helga Pataki dans Hé Arnold !, Cera dans la série de films Le Petit Dinosaure, Paprika dans le film éponyme ou plus récemment de Marine dans Les Sisters.

## Filmographie

### Cinéma
- 1992 : La Crise de Coline Serreau : Marie
- 1996 : Golden Boy de Jean-Pierre Vergne : Sandry

### Télévision
- 1994 : La Grande Collection : Cécile (épisode : Le Feu follet de Gérard Vergez)
- 1996 : Pêcheur d'Islande (TV) de Daniel Vigne : Marie
- 1996 : Petit (TV) de Patrick Volson : Aurélie

## Doublage
Sources : RS Doublage, DSD-Doublage, AlloDoublage, Planète Jeunesse et Anime News Network.

### Cinéma

#### Films
- Jennifer Lawrence dans (15 films) : 
  - Hunger Games (2012) : Katniss Everdeen
  - Happiness Therapy (2012) : Tiffany Maxwell
  - La Maison au bout de la rue (2012) : Elissa Cassidy
  - Hunger Games : L'Embrasement (2013) : Katniss Everdeen
  - American Bluff (2013) : Rosalyn Rosenfield
  - Serena (2014) : Serena Pemberton
  - Hunger Games : La Révolte, partie 1 (2014) : Katniss Everdeen
  - Hunger Games : La Révolte, partie 2 (2015) : Katniss Everdeen
  - Joy (2015) : Joy Mangano
  - Passengers (2016) : Aurora Dunn
  - Mother! (2017) : Mère
  - Red Sparrow (2018) : Dominika Egorova
  - Don't Look Up : Déni cosmique (2021) : Dr Kate Dibiasky
  - Causeway (2022) : Lynsey
  - Le Challenge (2023) : Maddie

- Dakota Fanning dans (8 films) :
  - Le Petit Monde de Charlotte (2006) : Fern Arable
  - Push (2009) : Cassie Holmes
  - Twilight, chapitre II : Tentation (2009) : Jane
  - Les Runaways (2010) : Cherie Currie
  - Twilight, chapitre III : Hésitation (2010) : Jane
  - Twilight, chapitre IV : Révélation, 1re partie (2011) : Jane
  - Twilight, chapitre V : Révélation, 2e partie (2012) : Jane
  - Brimstone (2017) : Liz / Joanna

- Margaret Qualley dans (8 films) :
  - The Nice Guys (2016) : Amelia Kutner
  - Death Note (2017) : Mia Sutton
  - Sidney Hall (2017) : Alexandra
  - Io (2019) : Sam Walden
  - Once Upon a Time... in Hollywood (2019) : Pussycat
  - Native Son (2019) : Mary Dalton
  - Stars at Noon (2022) : Trish Johnson
  - Kinds of Kindness (2024) : Vivian / Martha / Ruth / Rebecca

- Florence Pugh dans (7 films) :
  - Midsommar (2019) : Dani
  - Les Filles du docteur March (2019) : Amy March
  - Black Widow (2021) : Yelena Belova
  - Don't Worry Darling (2022) : Alice Chambers
  - Dune, deuxième partie (2024) : la princesse Irulan Corrino
  - L'Amour au présent (2024) : Almut Brühl
  - Thunderbolts* (2025) : Yelena Belova / Black Widow

- Kat Dennings dans (5 films) :
  - Une nuit à New York (2008) : Norah
  - Thor (2011) : Darcy Lewis
  - Thor : Le Monde des ténèbres (2013) : Darcy Lewis
  - Friendsgiving (en) (2020) : Abby
  - Thor: Love and Thunder (2022) : Darcy Lewis

- Amanda Seyfried dans :
  - Mamma Mia ! (2008) : Sophie Sheridan
  - Albert à l'ouest (2014) : Louise
  - Mamma Mia 2: Here We Go Again (2018) : Sophie Sheridan

- Sophie Turner dans :
  - Secret Agency (2015) : Heather / Numéro 84
  - X-Men: Apocalypse (2016) : Jean Grey
  - X-Men: Dark Phoenix (2019) : Jean Grey / le Phénix

- Sofia Carson dans :
  - Comme Cendrillon : Trouver chaussure à son pied (2016) : Tessa Golden / Bella Snow
  - Feel the Beat (2020) : April Dibrina
  - Demain est un autre jour (2025) : Alexandra « Alex » Rose

- Mae Whitman dans :
  - Independence Day (1996) : Patricia Whitmore
  - Ainsi va la vie (1998) : Bernice Pruitt

- Mara Wilson dans :
  - Matilda (1996) : Matilda Verdebois
  - La Guerre des fées (1997) : Anabel Greening

- Hayden Panettiere dans :
  - Le Plus Beau des combats (2000) : Sheryl Yoast
  - Fashion Maman (2004) : Audrey Davis

- Elea Geissler dans :
  - Bibi Blocksberg, l'apprentie sorcière (2002) : Arkadia
  - Bibi Blocksberg et le Secret des chouettes bleues (2004) : Arkadia

- Shirley Henderson dans :
  - Harry Potter et la Chambre des secrets (2002) : Mimi Geignarde
  - Harry Potter et la Coupe de feu (2005) : Mimi Geignarde

- Megan Fox dans :
  - Passion Play (2010) : Lily Luster
  - Friends with Kids (2011) : Mary Jane

- Jenny Slate dans :
  - Alvin et les Chipmunks 3 (2011) : Zoé
  - On the Rocks (2020) : Vanessa

- Noël Wells dans :
  - The Incredible Jessica James (2017) : Tasha
  - Happy Anniversary (en) (2018) : Mollie

- Kelly Marie Tran dans :
  - Star Wars, épisode VIII : Les Derniers Jedi (2017) : Rose Tico
  - Star Wars, épisode IX : L'Ascension de Skywalker (2019) : Rose Tico

- Kaya Scodelario dans :
  - Extremely Wicked, Shockingly Evil and Vile (2019) : Carole Ann Boone
  - Resident Evil : Bienvenue à Raccoon City (2021) : Claire Redfield

- 1994 : Vivre ! : voix additionnelles
- 1994 : La Surprise : Holly (Amanda Sharkey)
- 1994 : À chacun sa guerre : Ula Lipnicki (Jennifer Tyler)
- 1994 : Les Chenapans : Darla (Brittany Ashton Holmes), une amie de Darla (Alexandra Monroe King) et les jumelles (Ashley et Mary-Kate Olsen)
- 1995 : Napoléon en Australie : Nancy (Mignon Kent)
- 1996 : Jack : Jane (Dani Faith)
- 1996 : Casino : Amy Rothstein (Erika Von Tagen)
- 1996 : La Fille d'en face : Emily (Scarlett Johansson)
- 1996 : Bogus : Albert Franklin (Haley Joel Osment)
- 1996 : Twister : Jo Harding enfant (Alexa Vega)
- 1996 : L'Effaceur : Camille (Camille Winbush)
- 1997 : Ennemis rapprochés : Annie O'Meara (Kelly Singer)
- 1997 : Titanic : Madeleine Astor (Charlotte Chatton)
- 1997 : Le Pic de Dante : Lauren Wando (Jamie Renée Smith)
- 1997 : Le Monde perdu : Jurassic Park : Cathy Bowman (Camilla Belle)
- 1998 : Casper et Wendy : Wendy (Hilary Duff)
- 1998 : À nous quatre : Annie James et Allie Parker (Lindsay Lohan)
- 1998 : Velvet Goldmine : ? (?)
- 1998 : Madeline : ? (?)[n 1]
- 1999 : Une carte du monde : Emma Goodwin (Dara Perlmutter)
- 2000 : L'Homme bicentenaire : Grace Martin à 9 ans (Lindze Letherman (en))
- 2000 : Family Man : Annie Campbell (Makenzie Vega)
- 2001 : La Gardienne des secrets : Jenny (Haley McCormick)
- 2002 : Magic Baskets : Reg Stevens (Brenda Song)
- 2003 : Inspecteur Gadget 2 : Sophie (Caitlin Wachs)
- 2004 : Un mariage de princesse : Brigitte (Shea Curry (en))
- 2006[n 2] : Zombies : Sarah Tunny (Scout Taylor-Compton)
- 2007 : Paranoïak : Ashley Carlson (Sarah Roemer)
- 2007 : XXY : Alex (Inés Efron)
- 2008 : Le Garçon au pyjama rayé : Gretel (Amber Beattie)
- 2009 : Instinct de survie : Alexis Danella (Margaret Anne Florence (en))
- 2009 : Fame : Jenny Garrison (Kay Panabaker)
- 2011 : The Ward : L'Hôpital de la terreur : Alice Hudson (Mika Boorem)
- 2011 : Scream 4 : Sherrie (Lucy Hale)
- 2011 : Happy New Year : Elise (Lea Michele)
- 2011 : Pirates des Caraïbes : La Fontaine de Jouvence : une sirène [Qui ?]
- 2012 : Le Roi Scorpion 3 : L'Œil des dieux : la princesse Silda (Krystal Vee)
- 2012 : Sans compromis : Kara (Nikki Reed)
- 2012 : The Master : Doris Solstad (Madisen Beaty)
- 2013 : Carrie : La Vengeance : Christine Hargensen (Portia Doubleday)
- 2013 : Pacific Rim : Lucy Dalton (Tam Rapp)
- 2013 : Haunter : Lisa (Abigail Breslin)
- 2014 : Horns : Merrin Williams (Juno Temple)
- 2014 : American Nightmare 2: Anarchy : Cali (Zoë Soul (en))
- 2014 : 22 Jump Street : Maya Dickson (Amber Stevens)
- 2015 : C'est ici que l'on se quitte : Penny Moore (Rose Byrne)
- 2016 : Kickboxer: Vengeance : Marcia (Gina Carano)
- 2018 : Step Sisters (en) : Beth (Eden Sher)
- 2018 : Love, Simon : Taylor Metternich (Mackenzie Lintz)
- 2018 : Daphne et Vera : Carol (Vanessa Marano)
- 2018 : Bleach : Rukia Kuchiki (Hana Sugisaki)
- 2018 : Ma vie après toi : la candidate blonde [Qui ?]
- 2019 : Parasite : Ki-jung Kim (Park So-dam)
- 2019 : El Camino : Un film Breaking Bad : Jane Margolis (Krysten Ritter)
- 2019 : Rocks : Shola « Rocks » (Bukky Bakray)
- 2019 : Sœurs d'armes : Zara (Dilan Gwyn)
- 2020 : Société Secrète de la Royauté : la princesse Roxana (Olivia Deeble (en))
- 2020 : Songbird : May (Alexandra Daddario)
- 2020 : Archive : Julie Alice Almore / J3, la femme de George / la voix du robot J2 (Stacy Martin)
- 2021 : Good on Paper : Serena Halstead (Rebecca Rittenhouse)
- 2021 : Chaos Walking : Karyssa Hewitt (Bethany Anne Lind (en))
- 2021 : Love Hard : Natalie « Nat » Bauer (Nina Dobrev)
- 2022 : La Bulle : Krystal Kris (Iris Apatow)
- 2022 : Shotgun Wedding : Jeannie (Melissa Hunter)
- 2022 : Fresh : Noa (Daisy Edgar-Jones)
- 2022 : C'est compliqué : Paige Evans (Rowan Blanchard)
- 2023 : The Flash : Kara Zor-El / Supergirl (univers alternatif) (Sasha Calle)
- 2023 : 10 jours du côté du bien (tr) : Seval / Fatos (İlayda Alişan (tr))
- 2024 : Nicky Larson : Hélène Lamberti (Fumino Kimura (en))
- 2024 : Les Intrus : Maya (Madelaine Petsch)
- 2024 : L'Héritage (sv) : Józefina Klos (Józefina Karnkowska)
- 2025 : Destination finale : Bloodlines : Stefani Reyes (Kaitlyn Santa Juana)
- 2025 : Together : Millie (Alison Brie)

#### Films d'animation
- 1946[n 3] : La Boîte à musique : la chanteuse de Blue Bayou et Si vous m'aimiez autant que je vous aime (2e doublage)
- 1947[n 4] : Coquin de printemps : Luana Patten (2e doublage)
- 1981[n 5] : Le Mystère de la troisième planète : Alice (2e doublage)
- 1988[n 6] : Le Petit Dinosaure et la Vallée des merveilles : Cera (2e doublage)
- 1988[n 7] : Le Tombeau des lucioles : Setsuko (1er doublage) / Mère (2e doublage)
- 1989[n 8] : Kiki la petite sorcière : la nièce
- 1994 : Le Petit Dinosaure : Petit-Pied et son nouvel ami : Becky
- 1995[n 9] : Si tu tends l'oreille : Shizuku Tsukishima
- 1997 : Anastasia : Anastasia enfant
- 1997 : Fifi Brindacier : Annika Settergren
- 1998 : Buster et Junior : Christina
- 1998 : Excalibur, l'épée magique : Kayley enfant
- 1998 : Le Petit Dinosaure : La Légende du mont Saurus : Cera
- 1998 : Le Roi lion 2 : Kiara enfant
- 1998 : Le Prince d'Égypte : voix additionnelles
- 1998 : 1 001 Pattes : voix additionnelles
- 1999 : La Mouette et le Chat : Nina
- 1999 : Le Roi et Moi : la princesse Naomi
- 1999 : Toy Story 2 : des petites filles
- 1999 : Mickey, il était une fois Noël : voix additionnelles
- 2000 : Le Petit Dinosaure : La Pierre de feu : Cera
- 2000 : Les Razmoket à Paris, le film : Kimi Watanabe-Fifrelin
- 2000[n 10] : One Piece, le film : Nami
- 2001 : La Belle et le Clochard 2 : Constance
- 2001 : Bécassine et le Trésor viking : Charlotte
- 2001 : Le Petit Dinosaure : La Pluie d'étoiles glacées : Cera
- 2001 : Momo alla conquista del tempo : Momo
- 2001[n 10] : One Piece : L'Aventure de l'île de l'horloge : Nami
- 2001[n 10] : One Piece : Le Carnaval de danse façon Jango : Nami (court métrage)
- 2002 : Le Petit Dinosaure : Mo, l'ami du grand large : Cera
- 2002 : Hé Arnold !, le film : Helga Pataki
- 2002[n 11] : One Piece : Le Royaume de Chopper, l'île des bêtes étranges : Nami
- 2002[n 11] : One Piece : Les Rois du foot de rêves : Nami (court métrage)
- 2003 : Le Petit Dinosaure : Les Longs-Cous et le Cercle de lumière : Cera
- 2003 : Le Petit Monde de Charlotte 2 : Joy
- 2003 : Le Livre de la jungle 2 : une jeune villageoise
- 2003[n 11] : One Piece : L'Aventure sans issue : Nami
- 2004[n 11] : One Piece : La Malédiction de l'épée sacrée : Nami
- 2005 : Barbie et le Cheval magique : Rose
- 2005 : Le Petit Dinosaure : L'Invasion des Minisaurus : Cera
- 2005[n 11] : One Piece : Le Baron Omatsuri et l'Île secrète : Nami
- 2006 : Paprika : Paprika
- 2006 : Le Petit Dinosaure : Le Jour du grand envol : Cera
- 2006[n 12] : One Piece : Le Mecha géant du château Karakuri : Nami
- 2006 : The Wild : voix additionnelles
- 2007 : Barbie, princesse de l'Île merveilleuse : Tika (voix chantée)
- 2007 : Le Petit Dinosaure : Vive les amis : Cera
- 2007[n 12] : One Piece épisode d'Alabasta : Les Pirates et la princesse du désert : Nami
- 2008[n 12] : One Piece épisode de Chopper : Le Miracle des cerisiers en hiver : Nami
- 2009[n 12] : One Piece: Strong World : Nami
- 2009[n 13] : Evangelion: 2.0 You Can (Not) Advance : voix additionnelles
- 2010 : Alpha et Oméga : Kate
- 2010 : Le Royaume de Ga'hoole : Gylfie
- 2010 : Wakfu : Noximilien l'horloger : Aiguille (fille de Nox) (court métrage)
- 2011 : Clochette et le Tournoi des fées : Clochette (court métrage)
- 2011 : Le Cadeau du Furie Nocturne : Astrid Hofferson (court métrage du film Dragons)
- 2012 : Frankenweenie : Elsa Van Helsing
- 2012 : Fairy Tail, le film : La Prêtresse du Phoénix : Mirajane Strauss
- 2012[n 13] : Evangelion: 3.0 You Can (Not) Redo : Midori Kitakami
- 2012 : One Piece : Z : Nami
- 2016 : Bad Cat : Äsh
- 2017 : Zombillénium : Gretchen (création de voix)
- 2017 : Mutafukaz : Luna (création de voix)
- 2017 : Fairy Tail, le film : Dragon Cry : Mirajane Strauss
- 2018 : Seven Deadly Sins - Prisoners of the Sky : Ellatte
- 2020 : La Famille Willoughby : Jane Willoughby[n 14]
- 2020 : Phinéas et Ferb, le film : Candice face à l'univers : Isabella
- 2020 : LEGO Star Wars : Joyeuses Fêtes : Rose Tico
- 2021 : Evangelion: 3.0+1.0 Thrice Upon a Time : Midori Kitakami
- 2022 : LEGO Star Wars : C'est l'été ! : Rose Tico
- 2024 : Overlord : The Sacred Kingdom : Calca

### Télévision

#### Téléfilms
- Kay Panabaker dans :
  - Calvin et Tyco (2005) : Emily Watson
  - Le Journal de Jaimie (2006) : Jamison « Jamie » Bartlett
  - L'Esprit d'une autre (2010) : Lizzie
  - Le Mur de l'humiliation (2011) : Samantha Caldone

- Emily Roeske (af) dans :
  - Les Sorcières d'Halloween (1998) : Sophie Piper
  - Les Sorcières d'Halloween 2 (2001) : Sophie Piper
  - Les Sorcières d'Halloween 3 (2004) : Sophie Piper

- Anna Marie Dobbins dans :
  - Une faute à pardonner (2021) : Daphne
  - Rivalité meurtrière (2022) : Becky Beckett

- 1997 : Le Fantôme d'Halloween : Sally « Sally Shine » Gregory (Lindsay Ridgeway)
- 1999 : Annie : Kate (Lalaine Vergara-Paras)
- 2003 : Le Cadeau de Carole : Lily (Holliston Coleman)
- 2004 : Le Choix de Gracie : Rose Carlton (Kristin Fairlie)
- 2004 : La Naissance d'une nouvelle star : Brittany (Danielle Panabaker)
- 2005 : En détresse : Stacy Larson (Leah Pipes)
- 2007 : Johnny Kapahala : Val (Rose McIver)
- 2008 : Minutemen : Les Justiciers du temps : Stephanie Jameson (Chelsea Staub)
- 2010 : Drame en trois actes : Egg Lytton Gore (Kimberley Nixon)
- 2010 : La Femme de trop : Monet (Alex Frnka)
- 2011 : La Vidéo de la honte : Carleigh Taylor (Katie Gill)
- 2012 : Pour l'honneur de ma fille : Skylar Reid (Kelli Goss)
- 2014 : L'Écho du mensonge : Devon Cavanor (Chloe Rose)
- 2015 : Adolescence perdue : Brooke (Mateya Fedor)
- 2015 : Une famille pour Noël : Carrie Garrett (Brittney Wilson)
- 2016 : Sexe, mensonges et vampires : Pearl (Emily Meade)
- 2018 : Un enfant diabolique : Kate Jordan (Morgan Obenreder)
- 2021 : S'échapper à tout prix : Heather (Julia Terranova)
- 2022 : Le Prix de la victoire : Jesse Wagner (Mia Dinoto)

#### Téléfilms d'animation
- 2012[n 15] : One Piece, épisode de Nami : Les Larmes de la navigatrice, le lien des compagnons : Nami
- 2012[n 15] : One Piece, épisode de Luffy : Aventure sur l'Île de la Main : Nami
- 2013[n 15] : One Piece, épisode du Merry : Un compagnon pas comme les autres : Nami
- 2014 : One Piece 3D2Y : Surmonter la mort d'Ace ! Le Serment des compagnons : Nami

#### Séries télévisées
- Hayley McFarland dans :
  - Lie to Me (2009-2011) : Emily Lightman (40 épisodes)
  - Sons of Anarchy (2013-2014) : Brooke Putner (11 épisodes)
  - Grey's Anatomy (2014) : Rory Williams (saison 10, épisode 14)

- Lea Michele dans :
  - Glee (2009-2015) : Rachel Berry (121 épisodes)
  - Sons of Anarchy (2014) : Gertie (saison 6, épisode 7)
  - Scream Queens (2015-2016) : Hester Ulrich (en) (23 épisodes)

- Sophie Turner dans :
  - Game of Thrones (2011-2019) : Sansa Stark (59 épisodes)
  - The Staircase (2022) : Margaret Ratliff (mini-série)
  - Joan (2024) : Joan Hannington (mini-série)

- Jeananne Goossen dans :
  - Night Shift (2014-2015) : Dr Krista Bell-Hart (22 épisodes)
  - The Walking Dead (2016) : Michelle (saison 6, épisode 13)
  - Esprits criminels (2017) : Fiona Duncan (saison 12)

- Kaya Scodelario dans :
  - Spinning Out (2020) : Kat Baker (10 épisodes)
  - The Gentlemen (2024) : Susie Glass
  - Senna (2024) : Laura Harrison

- Danielle Campbell dans :
  - The Originals (2013-2018) : Davina Claire (68 épisodes)
  - Tell Me a Story (2018-2020) : Kayla Powell / Olivia Moon (20 épisodes)
  - The Rookie : Le Flic de Los Angeles (2024) : Blair London (8 épisodes)

- Jodelle Ferland dans :
  - Smallville (2003) : Emily Eve Dinsmore (saison 2, épisode 21)
  - Kingdom Hospital (2004) : Mary Jensen (13 épisodes)

- Hayden Panettiere dans :
  - Malcolm (2003-2005) : Jessica (4 épisodes)
  - New York, unité spéciale (2005) : Angela Agnelli

- Kay Panabaker dans :
  - Phil du futur (2004-2005) : Debbie Berwick (15 épisodes)
  - Super Hero Family (2010-2011) : Daphne Powell (20 épisodes)

- Krysten Ritter dans :
  - Pour le meilleur et le pire (2006-2007) : Allison « Ally » Stark #1 (5 épisodes)
  - Breaking Bad (2009-2010) : Jane Margolis (9 épisodes)

- Candace Bailey (en) dans :
  - Jericho (2006-2008) : Skylar Stevens (17 épisodes)
  - Ghost Whisperer (2010) : Katie Walker (saison 5, épisode 12)

- Vanessa Marano dans :
  - Les Feux de l'amour (2008-2010) : Eden Baldwin (59 épisodes)
  - Switched (2011-2017) : Bay Madeleine Kennish (104 épisodes)

- Willa Holland dans :
  - Arrow (2012-2020) : Thea Darden Queen / Speedy (134 épisodes)
  - Flash (2015-2016) : Thea Dearden Queen / Speedy (saison 2, épisode 8 et saison 3, épisode 8)

- Margaret Qualley dans :
  - The Leftovers (2014-2017) : Jill Garvey (22 épisodes)
  - Maid (2021) : Alex (mini-série)

- Denyse Tontz (en) dans :
  - Incorporated (2016-2017) : Elena Marquez (8 épisodes)
  - Grand Hotel (2019) : Alicia Mendoza (13 épisodes)

- Olivia Holt dans : 
  - Cloak and Dagger (2018-2019) : Tandy Bowen / « L'Épée » (20 épisodes)
  - Runaways (2019) : Tandy Bowen / « L'Épée » (saison 3, épisodes 7 et 8)

- Lydia West dans :
  - Years and Years (2019) : Bethany Bisme-Lyons (mini-série)
  - Suspicion (2022) : Monique Thompson (4 épisodes)

- Carolina Miranda dans :
  - Qui a tué Sara ? (2021-2022) : Elisa Lazcano (25 épisodes)
  - Faux Profil (2023) : Camila Román (10 épisodes)

- 1976-1978[n 16] : Le Muppet Show : elle-même (Connie Stevens) (saison 1, épisode 2), elle-même (Marisa Berenson) (saison 3, épisode 10)
- 1993[n 17]-2000 : Incorrigible Cory : Morgan Matthews (Lily Nicksay (en) puis Lindsay Ridgeway)(112 épisodes)
- 1996[n 18]-2007 : Sept à la maison : Rosie Camden (Mackenzie Rosman) (236 épisodes)
- 1997-1998 : Un pasteur d'enfer[7] : Meredith Weber (Courtney Chase) (25 épisodes)
- 1997-2003 : Sabrina, l'apprentie sorcière : Amanda Wiccan (Emily Hart) (9 épisodes)
- 1998 : Stargate SG-1 : Allyson (Colleen Rennison) (saison 2, épisode 10)
- 1999 : Charmed : Jenny Gordon (Karis Paige Bryant) (saison 2)
- 1999 : Melrose Place : Sarah McBride (Chea Courtney) (saison 7)
- 1999-2002 : Associées pour la loi : Cassie Holt (Michelle Horn) (67 épisodes)
- 1999-2005 : Amy : Lauren Cassidy (Karle Warren (en)) (138 épisodes)
- 2000-2001 : Bette (en)[8] : Rose (Marina Malota) (17 épisodes)
- 2001-2003 : Grand Galop : Lisa Atwood (Lara Jean Marshall) (52 épisodes)
- 2003-2004 : Tempête sous un toit (en)[9] : Brooke Franklin (Margo Harshman) (19 épisodes)
- 2004-2005 : 15/A : Sunny Capaduca (Sarah-Jeanne Labrosse) (1re voix, saison 1)
- 2005-2006 : Commander in Chief : Rebecca Calloway (Caitlin Wachs) (19 épisodes)
- 2005-2009 : Monk : Julie Teeger (Emmy Clarke) (24 épisodes)
- 2007-2008 : La Famille Safari : Katie Clarke (Leah Pipes) (12 épisodes)
- 2007-2008 : Jordan : Tamika Newsome (Chelsea Harris (en)) (saison 1) et Autumn Williams (Chelsea Tavares) (saison 2)
- 2007-2009 : Ghost Whisperer : Julie Parker (Jenna Boyd) (saison 2, épisode 18), Becca Cahill (Makenzie Vega)  (saison 3, épisode 9), Lauren Sable jeune (Courtney Halverson (en))  (saison 4, épisode 15) et Ruby Grayson (Zoë Hall)  (saison 5, épisode 7)
- 2007-2011 : American Wives : Amanda Joy Holden (Kim Allen) (10 épisodes)
- 2008 : La Petite Dorrit : Amy Dorrit (Claire Foy) (mini-série)
- 2008 : Le Rêve de Diana : Zoé Laffort (Carolin von der Groeben (de)) (4 épisodes)
- 2008-2010 : Pour le meilleur et le pire : Allison « Ally » Stark (Laura Clery, Lindsey Broad (en) puis Kate Micucci[n 19]) (28 épisodes)
- 2008-2011 : Physique ou Chimie : Paula Blasco Prieto (Angy Fernández) (71 épisodes)
- 2008-2015 : Degrassi : La Nouvelle Génération : Allia « Alli » Bhandari (Melinda Shankar) (221 épisodes)
- 2008-2021 : Les Feux de l'amour : Eden Baldwin (Erin Sanders puis Jessica Heap (en)) (120 épisodes) et Lola Rosales-Abbott (Sasha Calle) (273 épisodes)
- 2009 : Kyle XY : Jackie (Ali Liebert) (saison 3)
- 2009 : Affaires de famille : Tracy Dupont-Roymont (Mishael Morgan (en)) (20 épisodes)
- 2009-2010 : Southland : Kimmy Salinger (Annamarie Kenoyer (en)) (5 épisodes)
- 2010 : Hercule Poirot : Egg Lytton Gore (Kimberley Nixon) (saison 12, épisode 2)
- 2010 : Life Unexpected : Casey (Brittney Wilson) (3 épisodes)
- 2011 : Les Sorciers de Waverly Place : Tina (China Anne McClain) (saison 4, épisode 9)
- 2011 : La Gifle : Connie (Sophie Lowe) (mini-série)
- 2011-2012 : Parenthood : Rachel (Alexandra Daddario) (5 épisodes)
- 2011-2013 : Body of Proof : Emily Robinson (Kaija Matiss) (saison 2, épisode 5), Caren Pedroni (Kay Wilson) (saison 2, épisode 14), Ramona Delgado (Rosa Salazar) (saison 3, épisode 5) et Melanie Summer (Kimberly Whalen) (saison 3, épisode 7)
- 2011-2021 : Shameless : Deborah « Debbie » Gallagher (Emma Kenney) (134 épisodes)
- 2012-2013 : Bunheads : Sasha Torres (Julia Goldani Telles) (18 épisodes)
- 2013 : The Client List : Nikki Shannon (Laura-Leigh (en)) (15 épisodes)
- 2013 : Code Lyoko Évolution : Aelita (Léonie Berthonnaud) (épisode 19[n 20])
- 2013-2014 : Real Humans : 100 % humain : Rebecca Boresjö (Molly Sehlin) (8 épisodes)
- 2013 / 2018 : Meurtres à Sandhamn : Sara Hammarsten (Mikaela Knapp) (saison 3) et Ulrika (Félice Jankell (sv)) (saison 6, épisode 2)
- 2014 : Star-Crossed : Emery Whitehall (Aimee Teegarden) (13 épisodes)
- 2014-2015 : Gotham : Liza (Makenzie Leigh) (saison 1)
- 2014-2015 : Mentalist : Michelle Vega (Josie Loren) (saison 7)
- 2015 : Les Mystères de Laura : l'inspecteur Francesca « Frankie » Pulaski (Meg Steedle (en)) (saison 1)
- 2015-2016 : Between : Samantha (Abigail Winter) (7 épisodes)
- 2015-2017 : Master of None : Rachel (Noël Wells) (8 épisodes)
- 2015-2019 : iZombie : Olivia « Liv » Moore (Rose McIver) (71 épisodes)
- 2016 : Guerre et Paix : Natacha Rostov (Lily James) (mini-série)
- 2016 : Aftermath (en) : Brianna Copeland (Taylor Hickson) (13 épisodes)
- 2016-2018 : Bull : Cable McCrory (Annabelle Attanasio) (45 épisodes)
- 2017 : Philip K. Dick's Electric Dreams : Honor (Holliday Grainger) (épisode 1)
- 2017 : Somewhere Between (en) : Ruby Jackson (Imogen Tear) (9 épisodes)
- 2017-2023 : Raven : Tess O'Malley (Sky Katz) (81 épisodes)
- 2018 : Heathers : Veronica Sawyer (Grace Victoria Cox) (10 épisodes)
- 2018 : Barry : Sharon Lucado (Karen David) (saison 1, épisodes 5 et 7)
- 2018 : 1983 : Karolina Lis (Zofia Wichłacz) (8 épisodes)
- 2018-2019 : You : Candace Stone (Ambyr Childers) (14 épisodes)
- 2018-2020 : Le Protecteur d'Istanbul : Zeynep Erman (Hazar Ergüçlü (tr)) (32 épisodes)
- 2019 : Dark Crystal : Le Temps de la résistance : Brea (Anya Taylor-Joy) (voix)
- 2019 : The Society : Allie Pressman (Kathryn Newton) (10 épisodes)
- 2019-2021 : Dickinson : Emily Dickinson (Hailee Steinfeld) (30 épisodes)
- 2019-2023 : Miracle Workers : Eliza / Alexandra Shitshoveler (Geraldine Viswanathan) (37 épisodes)
- 2020 : Les Envolées : Marcela (Coty Camacho)
- 2020 : Losing Alice : Sophie (Lihi Kornowski (en)) (mini-série)
- 2020 : Les Enquêtes de Vera : Jasmine Ashers (Leah Walker) (saison 10, épisode 3)
- 2020-2021 : The Outpost : Falita (Georgia May Foote (en)) (14 épisodes)
- 2020-2022 : Motherland: Fort Salem : Scylla Ramshorn (Amalia Holm Bjelke (sv))
- 2020-2022 : Snowpiercer : Alexandra Cavill (Rowan Blanchard) (21 épisodes)
- depuis 2020 : Mythic Quest : Poppy Li (Charlotte Nicdao (en))
- depuis 2020 : Trying : Jen (Robyn Cara)
- 2021 : WandaVision : Darcy Lewis (Kat Dennings) (mini-série)
- 2021 : Lucifer : Betty (Gabrielle Walsh (en)) (saison 5, épisode 9)
- 2021 : Jupiter's Legacy : Chloe Sampson (Elena Kampouris) (8 épisodes)
- 2021 : Narcos: Mexico : Andréa Núñez (Luisa Rubino)
- 2021 : Allegra : Allegra Sharp (Carolina Domenech)
- 2021 : Hawkeye : Yelena Belova (Florence Pugh) (mini-série)
- 2021 : La templanza : Carmen (Candela Cruz) (5 épisodes)
- 2021 : 50 m² (tr) : Dilara (Aybüke Pusat (tr))
- 2021 / 2023 : Mes premières fois : Gigi Hadid (Gigi Hadid) (voix - saison 2, épisode 3 puis saison 4, épisode 7)
- 2021-2023 : Sky Rojo : Carmèn « Gina » (Yany Prado) (21 épisodes)
- 2021-2024 : La Brea : Veronica Castillo (Lily Santiago) (30 épisodes)
- 2022 : Les Derniers Jours de Ptolemy Grey : Angela Liem (Michelle Lukiman) (mini-série)
- 2022 : Yakamoz S-245 : Defne (Özge Özpirinçci)
- 2022 : Star Trek : Picard : Dr Teresa Ramirez (Sol Rodriguez) (saison 2)
- 2022 : Sur ordre de Dieu : Brenda Lafferty (Daisy Edgar-Jones) (mini-série)
- 2022 : Pistol : Chrissie Hynde (Sydney Chandler) (mini-série)
- 2022 : The Sound of Magic : Ah-yi Yoon (Choi Sung-eun)
- 2022 : Emily in Paris : Sofia Sideris (Melia Kreiling) (saison 3)
- 2022 : The Resort : Violet Thompson (Nina Bloomgarden (en)) (8 épisodes)
- 2023 : That '90s Show : Jackie Burkhart (Mila Kunis) (saison 1, épisode 1)
- 2023 : 1923 : ? (?)
- 2023 : The Curse : Cara Durand (Nizhonniya Austin)
- 2023 : Sweet Home : la cheffe Ji (Kim Shin-rok) (saison 2)
- 2023 : Une famille presque normale (sv) : Amina Besic (Melisa Ferhatovic (sv)) (mini-série)
- 2023 : The Gilded Age : Maud Beaton (Nicole Brydon Bloom) (saison 2)
- 2023 : Dave : Robyn (Chloe Bennet) (saison 3)
- 2023 : Chair de poule : Margot Stokes (Isa Briones) (saison 1)
- 2023-2024 : Death's Game : Death (Park So-dam)
- 2024 : Mr. et Mrs. Smith : Jane Smith (Maya Erskine)
- 2024 : House of Ninjas (en) : Karen Ito (Riho Yoshioka)
- 2024 : Ripley : Marge Sherwood (Dakota Fanning) (mini-série)
- 2024 : Extraordinary : Nora (Rosa Robson (en)) (saison 2)
- depuis 2024 : Waverly Place : Les Nouveaux Sorciers : Giada Russo (Mimi Gianopulos)
- 2025 : Faute de preuves : Juliana Terra (Victoria Almeida (es)) (mini-série)

#### Séries d'animation
- 1997 : Les Petites Crapules : Marion Grognon, Mathilde Timide, Anémone J'ordonne, Ninon Dit-Non, Clarisse Caprices, Lola Blabla, Juliette Parfaite, Huguette Grosse-Tête, Bérangère Tête-en-l'air et Mimi Soucis
- 1998 : Fifi Brindacier : Annika
- 1998-1999 : Les Malheurs de Sophie : Marguerite de Rosbourg (création de voix)
- 1998-2004 : Hé Arnold ! : Helga G. Pataki
- 1999 : Les Renés : Renette[10] (création de voix)
- 1999-2004 : Johnny Bravo : Petite Suzy
- 2000-2004 : Mona le vampire : Mona Parker
- 2001 : Drôles de petites bêtes : Carole la luciole (création de voix)
- 2001 : Momie au pair : Capucine (création de voix)
- 2001 : Dieu, le diable et Bob : Megan
- 2001 : Courage, le chien froussard : Muriel enfant (épisode 25)
- 2001 : Billy et Mandy, aventuriers de l'au-delà : Mandy (premiers épisodes)
- 2003-2018 : Martin Matin : Roxane (création de voix)
- 2003 : Jackie Chan : Ju-Lin (épisode 31)
- 2003 : Mon ami Marsupilami : Chloé (épisode 15), Jeanne (épisode 24), Jenny (épisode 25) (création de voix)
- 2003-2005 : ¡Mucha Lucha! : Buena Girl
- 2003[n 21]-2016 : One Piece : Nami (voix de remplacement, épisodes 196 à 662), Chocolat/Fausse Nami
- 2003-2008 : Charlotte aux fraises : Angélique (chant au début de la saison 4)
- 2004 : Teen Titans : Les Jeunes Titans : Kitten (Chaton) (saison 2, épisode 19)
- 2005 / 2007 : Kim Possible : la cousine Joss Possible (saison 3, épisode 5), Britina (saison 4, épisode 3)
- 2006 : Totally Spies! : Britney (2e voix), Milan Stilton (épisode 92) (création de voix)
- 2006-2009 : Les Remplaçants : Riley Daring
- 2007-2008 : Le Petit Dinosaure : Cera
- 2008-2009 : Hello Kitty : la Forêt des Pommes et Le Monde Parallèle : Emily
- 2008-2010 :  Kilari : Noellie
- 2008-2015 / 2025 : Phinéas et Ferb : Isabella Garcia-Shapiro
- 2008-2018 : Magic : Cindy (création de voix)
- 2009 : Gundam 00 : Marina Ismail
- 2009-2019 : Fairy Tail : Mirajane Strauss
- 2010 : Gurren Lagann : Darry
- 2010-2015 : Les Octonauts : Cassy, Twik et personnages féminins
- 2010-2011 : Wakfu : la fille de Nox (saison 1, épisode 13), Lady Glagla (saison 2, épisode 14) (création de voix)
- 2012-2018 : Zou : Elzée (création de voix)
- 2013 : Teen Titans Go! : Kitten (saison 1, épisode 26)
- 2013 : Les Dalton : la fée (création de voix, épisode La Fée Dalton)
- 2013-2018 : Les Crumpets : Cassandra, Triceps et Miss Météo (création de voix)
- 2014-2017 : LoliRock : Talia (création de voix)
- 2014-2017 : Molusco : Alicia (création de voix)
- 2014-2017 : Dora and Friends : Au cœur de la ville : Kate et voix additionnelles
- 2015 : Mes parrains sont magiques : Chloé
- 2015-2018 : Les Nouvelles Aventures d'Oz (en) : West
- 2016 : H2O, l'île aux sirènes : Emma Gilbert
- 2016 : Atomic Puppet : Pauline Bell
- 2016-2019 : La Garde du Roi lion : Kiara
- 2016-2020 : Elena d'Avalor : l'interprète du générique
- depuis 2016 : Pirata et Capitano : Pirata
- 2017 : Star Wars : Forces du destin : Rose Tico (web-série)
- 2017 : La Petite École d'Hélène : ? (création de voix)
- 2017 : Sunny Day (en) : Sunny
- 2017-2019 : Les Aventures de la tour Wayne : Julia Wiles
- 2017-2020 : Raiponce, la série : Catalina
- 2017-2020 : Paf, le chien : Lola (création de voix)
- 2017-2021 : La Bande à Picsou : Léna
- 2017-2022 : Pete the Cat (en) : Callie
- depuis 2017 : Les Sisters : Marine (création de voix)
- 2018 : LEGO Star Wars: All Stars : Rose Tico
- 2018 : Ollie & Moon : ? (création de voix)
- 2018 : Psammy et nous : Jane
- 2018 : Loup : Louve (création de voix)
- 2018 : La Famille Blaireau Renard : Marguerite la renarde et Biva la castorette (création de voix)
- 2018-2019 : Marblegen : Aïssa Sissoko (création de voix)
- 2019 : Carole and Tuesday : Carole Stanley
- 2019-2021 : Power Players : Zoé (création de voix)
- 2020 : Comptinie-les-oies : Hannie
- 2020 : Kid Lucky : ? (création de voix)
- 2020 : Droners : Mouse (création de voix)
- 2020 : Santiago des mers
- 2020 : Axel et les Power Players : Zoé
- 2020-2021 : Cléopâtre dans l'espace (en) : Cléopâtre
- depuis 2020 : Jujutsu Kaisen : Nobara Kugisaki
- 2021 : Star Wars: Visions : AM (saison 1, épisode 3)
- 2021 : Oggy Oggy : Onomatopées/voix sur divers personnages (création de voix)
- 2021 : Sky High Survival : Raka
- 2021 : Les Schtroumpfs
- 2021 : Resident Evil: Infinite Darkness : Claire Redfield
- 2021-2023 : What If...? : Darcy Lewis[n 22] (saison 1, épisode 7 et saison 2, épisode 3)
- depuis 2021 : Monstres et Cie : Au travail : Thania La Fuite
- depuis 2021 : Idéfix et les Irréductibles : Turbine, Monalisa et Vitamine (création de voix)
- depuis 2021 : The Great North : Judy Tobin
- depuis 2021 : Moi à ton âge... : Chloé, Primerose (création de voix)
- 2022 : Les Enquêtes sauvages : Kit Casey
- 2022 : Dead End : Le Parc du paranormal : Swati Khan, Badyah Hassan, Patrick Guttman
- 2022 : Romantic Killer : Anzu Hoshino
- 2022 : Best & Bester
- 2022 : Runes : Hela (création de voix)
- 2022-2024 : Urusei Yatsura : Sugar
- depuis 2022 : Hamster et Gretel : Gretel
- 2023 : Bossy Bear : Bossy Bear
- 2023 : Kung Fu Panda : Le Chevalier Dragon : Padma
- 2023 : Mortelle Adèle : Jennyfer (création de voix)
- 2023 : Partie de Campagne (création de voix)
- depuis 2023 : Oshi no ko : Kana Arima
- 2024 : Hazbin Hotel : Lute
- 2024-2025 : Fairy Tail: 100 Years Quest : Mirajane Strauss
- depuis 2024 : Les 3 Mousquetaires : Charlotte de Batz (création de voix)
- 2025 : Devil May Cry (en) : Mary (en)[n 23]

### Jeux vidéo
- 1995 : Pouce-Pouce sauve le zoo : Kenya
- 2002 : Kingdom Hearts : Kairi
- 2004 : Les Indestructibles : Violette
- 2005 : Kingdom Hearts 2 : Kairi
- 2007 : Le Pique-nique de Loulou le Pou : Camille la chenille, Margot l'escargot, les bébés chenilles, chants pour la comptine du bosquet et la comptine du muret
- 2008 : High School Musical Compilation : voix-off
- 2009 : League of Legends : Fiora et Zoé
- 2009 : Assassin's Creed II : Cristina Vespucci
- 2011 : Skylanders: Spyro's Adventure : Perséphone
- 2012 : Skylanders: Giants : Perséphone et Chill
- 2012 : Disney Princesses : Mon royaume enchanté : la protagoniste
- 2013 : BioShock Infinite : Elizabeth
- 2013 : Skylanders: Swap Force : Chill
- 2013 : Final Fantasy XIV: A Realm Reborn : Kan-E-Senna et Tataru
- 2018 : Far Cry 5 : voix additionnelles
- 2018 : Lego Les Indestructibles : Sally Sundae
- 2019 : Resident Evil 2 Remake : Claire Redfield
- 2019 : Crash Team Racing: Nitro-Fueled : Yaya Panda
- 2019 : Death Stranding : Mama[n 24]
- 2020: The Last of Us Part II : Dina
- 2020 : No Straight Roads : Mayday
- 2020 : Legends of Runeterra : Fiora et Zoé
- 2020 : Cyberpunk 2077 : Ruth Dzeng, Petrova et voix additionnelles
- 2021 : Les Sisters : Show devant ! : Marine
- 2021 : Final Fantasy XIV: Endwalker : Tataru
- 2022 :  Need for Speed Unbound : Anechka
- 2023 : Les Sisters 2 : Stars des réseaux : Marine

## Voix off
Kelly Marot est également spécialisée dans la voix off.

### Livres audio
Œuvres de Suzanne Collins
- Hunger Games (Audiolib, juin 2014)
- Hunger Games : L'Embrasement (Audiolib, septembre 2014)
- Hunger Games : La Révolte (Audiolib, octobre 2014)

Œuvre de Katarina Bivald
- La Bibliothèque des cœurs cabossés (Audiolib, août 2015)

Œuvre de Valérie Tong Cuong
- Par amour (Audiolib, juillet 2017)

Œuvres de Pierre Bottero
- La trilogie de La Quête d'Ewilan :
  - La Quête D'Ewilan : D'un monde à l'autre (Audiolib, mars 2017)
  - La Quête d'Ewilan : Les Frontières de glace (Audiolib, juin 2017)
  - La Quête d'Ewilan : L'Île du destin (Audiolib, novembre 2017)
- La trilogie des Mondes d'Ewilan :
  - Les Mondes d'Ewilan : La Forêt des captifs (Audiolib, mai 2018)
  - Les Mondes d'Ewilan : L'Œil d'Otolep (Audiolib, septembre 2018)
  - Les Mondes d'Ewilan : Les Tentacules du mal (Audiolib, novembre 2018)

Œuvre de John Scalzi

- Le Vieil Homme et la Guerre, tome 4 : Zoé (Audiolib, mai 2021)
- Oeuvres de  Sophie Keetch et Cécile Arbus
- Mon nom est Morgane (Audible mai 2025)

### Publicité
- 2020 : Swiffer